# Habronyx columbianus
Habronyx columbianus là một loài tò vò trong họ Ichneumonidae.